# Nacionalna fondacija za umetničku igru
Nacionalna fondacija za umetničku igru osnovana je 2009. godine u Beogradu, uz podršku Ministarstva kulture Republike Srbije, sa ciljem poboljšanja edukacije i produkcije u oblasti umetničke igre u Srbiji.
Fondacija je 2011.godine, u saradnji  sa Baletskom školom Akademije Teatra milanske Skale, pokrenula program za edukaciju profesionalnih baletskih igrača, takođe 2012. godine Nacionalna fondacija za umetničku igru započela je saradnju sa Akademijom Vaganova iz Sankt Peterburga, kroz saradnji sa ovim, ali i drugim baletskim školama i institucijama, u Beogradu je septembra 2011. godine otvorena Baletska škola, koja je 2013. godine prepoznata od strane Ministarstva prosvete Republike Italije, a 2018. godine je zvanično dobila akreditaciju Ministarstva prosvete Republike Srbije.
Škola vrši upis za decu školskog i predškolskog uzrasta, pored toga Fondacija u svom sklopu ima i rekreativni program podeljen u tri kategorije:
- Balet
- Savremene igre
- Safe floor

## Spisak pedagoga Baletske škole Fondacije za umetničku igru[3]
- Marija Ivet Gongzalez Rodrigez - klasičan balet
- Olja Đukić - klasičan balet
- Jovan Veselinović - klasičan balet
- Žeremi Alberž - savremena igra
- Randol Betankur -  savremena igra

## Nagrade
Učenici Baletske škole Nacionalne fondacije za umetničku igru su dobitnici medalja među kojima su 
- Atina, april 2018.godine (3 zlatne, 1 srebrna i 2 bronzane medalje)
- Keln, januar 2019.godine (1 zlatna, 1 srebrna i 2 bronzane medalje)
- Vilnjus, jun 2019.godine (1 bronza)
- Pestum, jul 2019.godine (1 srebro, 1 bronza).

## Predstave, koreografije i produkcije
Neka od ostvarenja Fondacije do sada su:
- Prokleta Avlija , režija Nebojše Bradića, koreografija Dana Rutenberg
- Stranac, koreografijia Miloš Isailović
- Partitura, koreografija Paolo Manđole
- Časovi igre za odrasle i napredne, koreografija Staša Zurovac

## Karavan igre
Karavan igre je multidisciplinarni projekat nastao u saradnji Nacionalne fondacije za umetncku igru, Beogradskog festivala igre i Fondacije Art Mentor Lucern nastao 2017. godine, pod pokroviteljstvom Ministarstva državne uprave i lokalne samouprave Republike Srbije. Projektom Karavana je obuhvaćeno 15 gradova u Srbiji.
Program Karavana igre podrazumeva umetničke izložbe, filmske projekcije, stručne prezentacije i edukacije, predstave i koncerte u izvođenju prvaka i solista baleta, ali i učenika baletskih škola iz Beograda i Rima. Organizatori festivala organizuju gostovanja domačih i inostranih profesionalaca u polju igre, svake godine su u projekat uključeni novi predavači, istoričari igre, baletski igrači, koreografi, baletski kriitičari i korepetitori. Pored toga tokom Karavana organizovani su kursevi baleta, savremene igre, hip hopa i brejk densa, koji se završavaju javnim časovima.